# Renate Richter
Renate Richter (* 28. April 1938 in Magdeburg) ist eine deutsche Schauspielerin.

## Leben
Richter absolvierte von 1956 bis 1959 eine Schauspielausbildung an der Staatlichen Schauspielschule Berlin-Schöneweide. Sie begann anschließend als Theaterschauspielerin an der Landesbühne Brandenburg. Es folgte eine weitere Theaterstation in der Provinz, am Hans Otto Theater in Potsdam. Von 1962 bis 1970 war sie festes Ensemblemitglied am Berliner Ensemble. Dort spielte sie unter anderem in verschiedenen Theaterstücken von Bertolt Brecht: die Genevieve in Die Tage der Commune, die Yvette Pottier in Mutter Courage und ihre Kinder, die Titelrolle in Turandot oder der Kongress der Weißwäscher und die Titelrolle in Die Mutter. Richter trat auch in Stücken der Moderne und des zeitgenössischen Theaters auf; so spielte sie unter anderem Hauptrollen in Stücken von Dario Fo und Seán O’Casey.
Von 1973 bis 1976 war sie am Zürcher Schauspielhaus engagiert, wo sie unter anderem die Lady Anne in Shakespeares Historiendrama Richard III. und die Shen Te in Der gute Mensch von Sezuan spielte.  Richter kehrte jedoch wieder zum Berliner Ensemble zurück. Gastspiele gab sie auch am Deutschen Theater Berlin.
Von 1970 bis 1973 gehörte sie zum Schauspielerensemble des Fernsehens der DDR. Mit Hilmar Thate war sie 1973 in dem Fernsehfilm Zement zu sehen. Eine ihrer „beeindruckendsten Leistungen“ zeigte sie, an der Seite von Rolf Ludwig, in der Titelrolle des Fernsehmehrteilers Die unheilige Sophia (1974/1975). Ihre Filmcharaktere stattete sie „mit Charme und Mutterwitz“ aus. Häufig spielte sie unter der Regie ihres Ehemannes Manfred Wekwerth, der in den 1980er Jahren auch Intendant am Berliner Ensemble war.
Richter trat in der DDR auch als Sängerin und Entertainerin auf, unter anderem 1972 in der Fernsehshow Leute machen Lieder – Lieder machen Leute. Sie gab außerdem Liederabende mit Songs von Bertolt Brecht. Mit diesem Liederprogramm ging sie in Europa auf Tournee, unter anderem nach Frankreich, Schweden, Finnland, Griechenland, Österreich, in die Schweiz, nach Großbritannien sowie nach Kuba. Mit dem Programm trat sie 2006 in Istanbul auf. Sie übernahm auf der Bühne und im Film gelegentlich auch Musicalrollen. 1979 verkörperte sie die Lilian Hollyday in der Verfilmung des Musicals Happy End von Bertolt Brecht und Elisabeth Hauptmann; ihr Partner war Wolf Kaiser, Regie führte Manfred Wekwerth.
In den 1990er Jahren war sie als Theaterschauspielerin noch in Tourneeproduktionen zu sehen. Gelegentlich übernahm sie kleinere Fernsehrollen, unter anderem an der Seite von Günter Pfitzmann. In der Fernsehserie Der Havelkaiser spielte sie dessen langjährige Mitarbeiterin Lotte Kuckuck. In der ARD-Märchenverfilmung Die Prinzessin auf der Erbse verkörperte sie 2010 die Rolle einer Barmherzigen Klosterschwester, die einem Waisenhaus vorsteht.
Renate Richter war bis zu dessen Tod im Juli 2014 mit dem Theaterregisseur Manfred Wekwerth verheiratet. Ihre gemeinsame Tochter ist die Philosophin Christine Weckwerth. Richter lebt in Berlin-Grünau.

## Filmografie
- 1963: Rauhreif (TV)
- 1966: Die Tage der Commune (Theateraufzeichnung)
- 1968: Die Toten bleiben jung
- 1970: Djamila (TV)
- 1971: Optimistische Tragödie (TV)
- 1973: Zement (Fernsehfilm, 2 Teile)
- 1975: Die unheilige Sophia (TV-Mehrteiler)
- 1976: Beethoven – Tage aus einem Leben
- 1979: Happy End
- 1980: Johann Sebastian Bachs vergebliche Reise in den Ruhm
- 1989: Doppelgänger
- 1990: Heimsuchung
- 1994–2000: Der Havelkaiser
- 1998: Wolffs Revier (Folge: Das Rätsel der Farbe)
- 2008: SOKO Wismar (Folge: Vier Frauen)
- 2010: Die Prinzessin auf der Erbse

## Theater
- 1962: Bertolt Brecht: Die Tage der Commune – Regie: Manfred Wekwerth/Joachim Tenschert (Berliner Ensemble)
- 1966: Seán O’Casey: Purpurstaub (Avril) – Regie: Hans-Georg Simmgens (Berliner Ensemble)
- 1968: Peter Weiss: Viet Nam-Diskurs – Regie: Ruth Berghaus (Berliner Ensemble)
- 1969: Helmut Baierl: Johanna von Döbeln (Johanna) – Regie: Manfred Wekwerth/Helmut Rabe (Berliner Ensemble)
- 1972: William Shakespeare: Leben und Tod Richard des Dritten – Regie: Manfred Wekwerth (Deutsches Theater Berlin)
- 1978: Dario Fo: Bezahlt wird nicht! (Margherita) – Regie: Konrad Zschiedrich (Berliner Ensemble)
- 1978: Bertolt Brecht: Leben des Galilei (Sarti) – Regie: Manfred Wekwerth/Joachim Tenschert (Berliner Ensemble)
- 1981: Bertolt Brecht: Turandot oder der Kongress der Weißwäscher (Turandot) – Regie: Manfred Wekwerth/Joachim Tenschert (Berliner Ensemble)
- 1982: Hanns Eisler: Johann Faustus (Hanswurst) – Regie: Manfred Wekwerth/Joachim Tenscher (Berliner Ensemble)
- 1986: Dario Fo: Zufällig eine Frau: Elisabeth (Elisabeth) – Regie: Manfred Wekwerth/Alejandro Quintana (Berliner Ensemble)
- 1986: William Shakespeare: Troilus und Cressida (Kassandra) – Regie: Manfred Wekwerth (Berliner Ensemble)
- 1987: Marieluise Fleißer: Fegefeuer in Ingolstadt (Clementine) – Regie: Axel Richter (Berliner Ensemble)
- 1988: Bertolt Brecht: Die Mutter (Mutter) – Regie: Manfred Wekwerth/Joachim Tenschert (Berliner Ensemble)
- 1989: Heiner Müller: Germania Tod in Berlin (Germania) – Regie: Fritz Marquardt (Berliner Ensemble)
- 1989: Nikolai Erdman: Der Selbstmörder (Maria) – Regie: Manfred Weckwerth (Berliner Ensemble)

## Hörspiele
- 1966: Bertolt Brecht: Das Verhör des Lukullus (Kurtisane) – Regie: Kurt Veth (Rundfunk der DDR)
- 1971: Bertolt Brecht: Die Tage der Commune (Genevieve Guericault) – Regie: Manfred Wekwerth/Joachim Tenschert (Hörspiel – Litera)
- 1980: Friedrich Schiller: Maria Stuart (Maria Stuart) – Regie: Werner Grunow (Hörspiel – Rundfunk der DDR)